# The Hubschrauber
The Hubschrauber is een Nederlandse indierockband die muzikaal beïnvloed is door alternatieve rock en lowfidelitypop.

## Geschiedenis
The Hubschrauber werd in de zomer van 2011 in Nijmegen opgericht door vijf studenten: Robbie Gerbrands (drums), Ben Klaver (gitaar), Kasper van Moll (basgitaar), David Tonnaer (keyboard) en Otto van Toorn (zang en gitaar). Van dit vijftal speelden Gerbrands en Klaver al eerder samen in Duke Jonn.
In 2012 speelde The Hubschrauber mee in Kaf en Koren, de bandwedstrijd van de Radboud Universiteit. De finale werd gewonnen wat de band onder andere een optreden op De Affaire tijdens de Nijmeegse Vierdaagsefeesten opleverde. Nadat gitarist en mede-oprichter Klaver in het najaar 2012 uit de band gestapt was, werd hij vervangen door Eefje Harings die overkwam van The Low Tide. In deze nieuwe formatie deed The Hubschrauber mee aan bandwedstrijden als Poetracks Talent 2012 (een onderdeel van Wintertuin-producties) en de Gesel van Gelderland 2013. Ook speelden ze op festivals als Radboud Rogue, Club 3VOOR12 en Bergpop. Daarnaast deelden ze het podium met De Staat en Navarone en toerden ze door Duitsland met het reizende festival Euro Rock.
Op 18 juni 2013 presenteerde The Hubschrauber zijn debuut-ep Sleep Deprivation die in de voormalige fabriekshal de Vasim werd opgenomen en in eigen beheer werd uitgebracht. Op 6 maart 2015 werd, na vertraging door stemproblemen, de tweede ep, het conceptalbum I Want to Buy a Farm with You, gepresenteerd in de voormalige Honigfabriek in Nijmegen. In 2017 bracht The Hubschrauber een album getiteld Kepler-186f uit, de muziek van dit album werd met een Chinese ruimtemissie naar de achterkant van de maan geschoten.
De band dook een jaar later de studio in voor de opnames van hun tweede album Protector, Distractor. Nog voor de release van dit album besloot bassist Kasper van Moll om na acht jaar de band te verlaten. Enkele maanden later besloten ook de resterende bandleden en gitariste Eefje Harings van wegen te scheiden. Als nieuwe bandleden verschenen Henry Nagel (bassist, eerder in Hömpfdingå en MNHM) en Daan van Haren (zang, gitaar, toetsen, eerder in The Low Tide, La Très Illustre Compagnie Du Chat Noir en Dan Hair). Met deze opstelling werden de voorbereidingen getroffen voor de release van Protector, Distractor.
De release van het album stond gepland op 20 maart 2020 en is sindsdien meerdere malen doorgeschoven wegens de corona maatregelingen. In de tussentijd dook de band wederom de studio in, dit keer met de nieuwe bandleden. Dit resulteerde in een nieuwe ep: 95 DREW. Deze ep werd 17 september 2021 uitgebracht met de zesmaal verzette show in het Openluchttheater, Goffert Nijmegen.

## Stijl
The Hubschrauber speelde vooral de eerste jaren Brits klinkende rock met invloeden uit de elektronische muziek. Op de tweede ep werd een iets meer 'poppy' en lo-fi geluid gekozen. De band wordt geprezen vanwege de goed opgebouwde nummers die geïnspireerd zijn door, en in recensies vergeleken worden met, artiesten als Sparklehorse, Radiohead, Jeff Buckley, Eels, The National, dEUS, Elliott Smith, en Kashmir.

## Bandleden

### Huidig
- Robbie Gerbrands – drums (2011-heden)
- Daan van Haren – zang, gitaar, synthesizer (2019-heden)
- Henry Nagel – basgitaar (2019-heden)
- David Tonnaer – keyboard, piano, zang (2011-heden)
- Otto van Toorn – zang, gitaar (2011-heden)

### Voormalig
- Eefje Harings – gitaar (2012-2019)
- Ben Klaver – gitaar (2011-2012)
- Kasper van Moll – basgitaar, percussie, zang (2011-2019)

## Discografie
- Sleep Deprivation (ep, 2013)
- I Want to Buy a Farm with You (ep, 2015)
- Kepler-186f (cd, 2017)
- Protector, Distractor (cd, 2020)
- 95 Drew (ep, 2021)
- This Might Be It (cd, 2024)